# Guy Nickalls

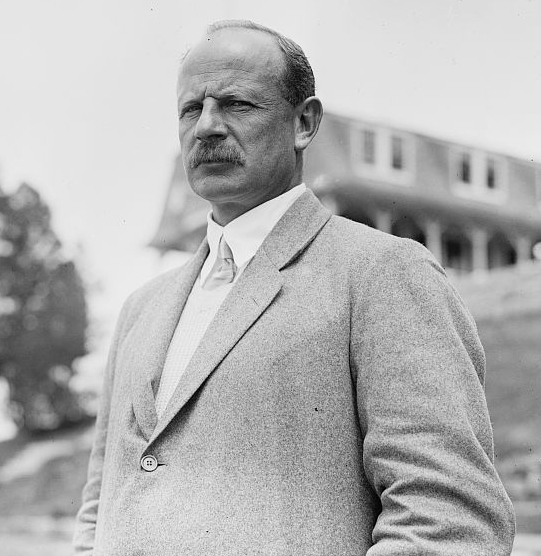
Guy Nickalls (um 1915)

Guy Nickalls (* 13. November 1866 in Sutton, London; † 8. Juli 1935 in Leeds) war ein britischer Ruderer und Olympiasieger im Achter.
Guy Nickalls erhielt seine Ausbildung in Eton und dann auf dem Magdalen College in Oxford. Er ruderte von 1887 bis 1891 fünfmal für Oxford im Boat Race und gewann 1890 und 1891.
Bei der Henley Royal Regatta gewann er 68 der 81 Rennen, an denen er mitwirkte. Er siegte im Finale viermal mit dem Achter, siebenmal mit dem Vierer ohne Steuermann, sechsmal im Zweier ohne Steuermann und fünfmal im Einer. Dabei ruderte er meist in Booten des Magdalen College oder des Leander Clubs, er gewann aber auch für den London Rowing Club und für den Formosa Boat Club. Mehrfach gewann er zusammen mit seinem Bruder Vivian Nickalls, so von 1894 bis 1896 im Zweier ohne Steuermann.
Guy Nickalls gehörte bei der in Henley ausgetragenen olympischen Regatta 1908 zur Crew des Leander Club, der im Finale den belgischen Achter besiegte. Mit 41 Jahren und 160 Tagen war Nickalls der älteste aktive Ruderer, der je eine olympische Goldmedaille gewann; lediglich der Steuermann Robert Zimonyi war bei seinem Olympiasieg 1964 noch älter.
Im Ersten Weltkrieg war Guy Nickalls eigentlich zu alt für den aktiven Armeedienst. Er meldete sich gleichwohl freiwillig und diente als Ausbilder bei den Royal Engineers. Im Zivilleben war Nickalls Börsenmakler. In den 1920er Jahren war sein Sohn Guy Oliver Nickalls als Ruderer erfolgreich. Guy Nickalls starb 1935 bei einem Verkehrsunfall, als er sich auf der jährlichen Fahrt in den Angelurlaub nach Schottland befand.